# Mycetophyllia daniana
Mycetophyllia daniana är en korallart som beskrevs av Milne Edwards och Jules Haime 1849. Mycetophyllia daniana ingår i släktet Mycetophyllia och familjen Mussidae. Inga underarter finns listade i Catalogue of Life.